# Batalha de Onjong
A Batalha de Onjong (em coreano: 온정리 전투), também conhecida como Batalha de Wenjing (chinês simplificado: 温井战斗, pinyin: Wēnjǐng zhàndòu), foi um dos primeiros confrontos entre forças chinesas e sul-coreanas durante a Guerra da Coreia. Ocorreu nas imediações de Onjong, na atual Coreia do Norte, entre 25 e 29 de outubro de 1950. Sendo o foco principal da Primeira Ofensiva Chinesa, o Exército de Voluntários do Povo (40º Corpo) realizou uma série de emboscadas contra o Exército da República da Coreia (ROK) (II Corpo), destruindo de forma efetiva o flanco direito do Oitavo Exército dos Estados Unidos e interrompendo o avanço das Nações Unidas rumo ao Rio Yalu.

## Antecedentes
A Guerra da Coreia começou em 25 de junho de 1950 quando o Exército Popular da Coreia (KPA) da Coreia do Norte atacou a Coreia do Sul. A invasão quase conseguiu conquistar toda a Coreia do Sul até que a ONU interveio, enviando forças terrestres sob comando dos EUA. As forças da ONU sofreram derrotas iniciais até a Batalha do Perímetro de Pusan, quando revertendo o momento do KPA. Em outubro de 1950, o KPA estava efetivamente destruído pelas forças da ONU após o Desembarque em Inchon, a Ofensiva do Perímetro de Pusan e a Contraofensiva da ONU em setembro de 1950. Apesar das fortes objeções da República Popular da China na fronteira norte-coreana, o Oitavo Exército dos EUA atravessou o Paralelo 38 e iniciou a investida rumo à fronteira sino-coreana no Rio Yalu. Como parte da ofensiva para encerrar a guerra, o II Corpo sul-coreano, compreendendo as divisões de infantaria 6ª, 7ª e 8ª, recebeu ordens para avançar ao norte em direção ao Rio Yalu através da vila de Onjong em 23 de outubro de 1950.
Em resposta ao avanço da ONU, o Partido Comunista da China (presidente Mao Tsé-Tung) ordenou que a Força da Fronteira Nordeste do Exército Popular de Libertação entrasse na Coreia e enfrentasse as forças da ONU sob o nome de Exército de Voluntários do Povo (PVA). Com o objetivo de estabilizar o colapso rápido da frente norte-coreana e repelir as forças da ONU, Mao autorizou a Primeira Ofensiva, uma operação de criação de cabeça de ponte destinada a destruir o II Corpo da ROK, a vanguarda e o flanco direito do Oitavo Exército dos EUA que avançava pelos Montes Taebaek na parte central da península. Após a liderança chinesa finalmente decidir pela intervenção militar em 18 de outubro, Mao ordenou ao PVA que entrasse na Coreia em 19 de outubro, sob rígido sigilo.

## Prelúdio

### Localização e terreno
Onjong é uma vila de entroncamento localizada no baixo Vale do rio Ch'ongch'on, cerca de 10 milhas (16 km) a nordeste de Unsan. Ao leste de Onjong fica Huich'on, área de preparação do II Corpo da ROK para a ofensiva. Ao norte, Onjong se conecta à cidade de Kojang, que se localiza a 50 milhas (80 km) do Rio Yalu. Devido ao terreno montanhoso na fronteira sino-coreana, Onjong é um dos poucos pontos de acesso ao Rio Yalu. O relevo também limita a movimentação de tropas e favorece emboscadas.

### Forças e estratégia
Em 24 de outubro, a 6ª Divisão de Infantaria da ROK avançou para oeste desde Huich'on, e Onjong foi capturada no mesmo dia. De Onjong, o 7º Regimento de Infantaria, 6ª Divisão, virou ao norte para seguir em direção a Kojang, enquanto o 2º Regimento de Infantaria, 6ª Divisão, planejava avançar a noroeste de Onjong em direção a Pukchin. Como o Comando da ONU não esperava oposição do destruído KPA, esses avanços não foram coordenados entre as unidades da ONU. Consequentemente, o 7º Regimento de Infantaria sul-coreano penetrou em território inimigo sem muita resistência, ignorando a nova ameaça que o cercava.
Enquanto a ROK avançava rumo ao Rio Yalu, o PVA também buscava posicionar suas unidades para a vindoura Primeira Ofensiva. O comandante do PVA, Peng Dehuai, tentava estabelecer seu novo posto de comando em Taeyudong, mas o planejado avanço do 2º Regimento de Infantaria ROK ameaçava sua posição. Sem unidades do KPA nas proximidades para disfarçar a presença do PVA, Peng foi obrigado a iniciar cedo a ofensiva ao mover o 40º Corpo do PVA para interceptar o 2º Regimento de Infantaria sul-coreano perto de Onjong. Na noite de 24 de outubro, a 118ª Divisão do PVA chegou à sua posição de bloqueio designada. Ao mesmo tempo, o PVA montou diversas emboscadas nas cristas que dominam a estrada Onjong-Pukchin.

## Batalha

### Contatos iniciais
Na manhã de 25 de outubro, com seu 3º Batalhão na dianteira, o 2º Regimento de Infantaria ROK começou a avançar a noroeste, rumo a Pukchin. Em torno de 8 milhas (13 km) a oeste de Onjong, os sul-coreanos foram alvo de fogo inimigo. O 3º Batalhão desmontou de seus veículos para enfrentar o que acreditavam ser uma pequena força do KPA, mas dois regimentos do PVA em terreno elevado abriram fogo pesado sobre o flanco esquerdo, dianteiro e direito dos ROK. O 3º Batalhão entrou em colapso rapidamente, abandonando a maioria de seus veículos e artilharia. Cerca de 400 sobreviventes conseguiram escapar do cerco e recuar para Onjong.
Quando o 2º Regimento de Infantaria soube que o 3º Batalhão estava sob forte ataque, seu 2º Batalhão foi enviado para apoiar o 3º, enquanto o 1º Batalhão retornou para Onjong. O 2º Batalhão não obteve êxito após enfrentar oposição, mas conseguiu capturar alguns prisioneiros chineses que revelaram que quase 10 000 soldados chineses aguardavam adiante. Ao mesmo tempo, o Alto Comando do PVA ordenou à 120ª Divisão do 40º Corpo que participasse da batalha, enquanto o restante do 40º Corpo montava bloqueios de estrada ao redor de Onjong. Com todos os bloqueios concluídos antes da meia-noite, a 118ª Divisão do PVA e um regimento da 120ª Divisão atacaram Onjong em 26 de outubro, às 03h30, e o 2º Regimento de Infantaria ROK foi disperso em 30 minutos. Embora o coronel Ham Byung Sun, comandante do 2º Regimento de Infantaria, tenha conseguido reagrupar suas tropas cerca de 5 quilômetros (3,1 mi) a leste de Onjong, o PVA conseguiu penetrar na nova posição em uma hora. Nesse ponto, não restava nenhuma companhia intacta no regimento, e o 2º Regimento de Infantaria ROK deixou de existir como unidade organizada. Aproximadamente 2 700 homens dos 3 100 no regimento conseguiram fugir para o rio Ch'ongch'on. Dois assessores norte-americanos do Korean Military Advisory Group (KMAG) também foram capturados.

### Segunda emboscada
A perda do fator surpresa devido ao início antecipado da Primeira Ofensiva decepcionou Mao. Ainda assim, Mao incentivou Peng a destruir o ROK atraindo-os com unidades encurraladas. Simultaneamente, o major-general Yu Jae-hung, comandante do II Corpo da ROK, enviou o 19º Regimento de Infantaria, 6ª Divisão (sob o coronel Park Kwang Hyuk), e o 10º Regimento de Infantaria, 8ª Divisão (sob o coronel Go Geun Hong), para retomar Onjong e resgatar o equipamento perdido. O 7º Regimento de Infantaria, comandado pelo coronel Im Pu Taek, recebeu ordem de recuar ao sul com a 6ª Divisão. Hoping to atrair o II Corpo da ROK a campo aberto, Peng ordenou que a 118ª Divisão do PVA se dirigisse ao norte para cercar o 7º Regimento de Infantaria, enquanto as 119ª e 120ª Divisões se preparavam para emboscar quaisquer forças de socorro passando por Onjong. Em 27 de outubro, a 118ª Divisão do PVA isolou o 7º Regimento de Infantaria ROK ao cortar a estrada entre Kojang e Onjong, mas o 7º Regimento não chegou ao bloqueio por falta de combustível. Ao perceber que o II Corpo da ROK não caiu na emboscada, Peng ordenou às 119ª e 120ª Divisões que destruíssem os Regimentos 10º e 19º. Na noite de 28 de outubro, a emboscada promovida pelas duas divisões do PVA dizimou rapidamente as unidades do ROK a leste de Onjong. Os bloqueios nas estradas forçaram as tropas sul-coreanas a abandonarem todos os veículos e artilharia para conseguir escapar.
Agora o 7º Regimento de Infantaria tornou-se a única formação remanescente da 6ª Divisão ROK, mas também caiu em emboscada pela 118ª Divisão do PVA em 29 de outubro, cerca de 20 milhas (32 km) ao sul de Kojang. A 118ª Divisão do PVA fora instruída a aguardar reforços do 50º Corpo, mas atacou sozinha na noite de 29 de outubro para impedir a fuga do ROK. Após duas horas de batalha, o 7º Regimento ROK foi forçado a se dispersar nas colinas. Cerca de 875 oficiais e 3 552 soldados escaparam, enquanto o major Harry Fleming, do Korean Military Advisory Group, foi ferido quinze vezes e depois capturado pelo PVA.

## Consequências
Com a perda da 6ª Divisão e do 10º Regimento de Infantaria, o II Corpo da ROK estava dizimado, deixando de existir como força organizada. Isso significava que o flanco direito do Oitavo Exército dos EUA estava totalmente exposto aos chineses, que avançavam para sul a fim de superar as forças da ONU. Tirando proveito da situação, o PVA lançou mais um ataque ao centro do Oitavo Exército, agora descoberto, resultando na perda do 15º Regimento ROK e do 8º Regimento de Cavalaria dos EUA na Batalha de Unsan. Com o PVA infiltrando-se na retaguarda das linhas da ONU, o Oitavo Exército foi forçado a recuar para o rio Ch'ongch'on. Somente a defesa obstinada em Kunu-ri pelo 5º Regimento de Infantaria dos EUA e a 7ª Divisão ROK, em 4 de novembro, conseguiu deter o avanço chinês e evitar uma derrota desastrosa para o Oitavo Exército. Em 5 de novembro, dificuldades logísticas forçaram o PVA a encerrar a Primeira Ofensiva.
Embora o PVA não tenha conseguido explorar plenamente a ruptura nas linhas da ONU, a fraqueza do II Corpo ROK no flanco direito do Oitavo Exército foi exposta aos comandantes chineses. Durante o planejamento da Segunda Ofensiva do PVA, Peng novamente voltaria sua atenção ao II Corpo no flanco direito do Oitavo Exército, resultando em uma derrota catastrófica para as forças da ONU na Batalha do rio Ch'ongch'on. Para marcar formalmente a entrada da China na Guerra da Coreia, 25 de outubro é até hoje o Dia da Memória na China.